# Făgăraș
Făgăraș (Hongaars: Fogaras, Duits: Fugreschmarkt) is een stad in de historische regio Zevenburgen in Roemenië in het District Brașov en had in 2007 ca. 39.000 inwoners. Door de stad loopt de rivier de Olt.

## Geschiedenis
De vroege geschiedenis van de stad gaat terug tot het jaar 955 toen onder Hongaars bewind in de regio Petsjenegen zich vestigden om de grens van het Hongaarse rijk te bewaken. De eerste Vlachen (Roemeense stam) vestigden zich vermoedelijk na 1166. In het jaar 1224 laat de Hongaarse koning Andreas ook Saksen vestigen in de stad. 
Tijdens de invallen van de Tataren in de 13e eeuw werd de bevolking van de stad uitgemoord. In de jaren daarna laat de Hongaarse koning opnieuw Vlachen van over de Karpaten naar de stad komen om deze opnieuw te bevolken naast de vestiging van Saksen. In het jaar 1291 wordt de stad vermeld in de geschriften onder de naam Fogros. De bevolking bestaat uit Szeklers, Saksen en Vlachen.
In 1310 wordt de burcht van de stad gebouwd door László Apor. Rond 1366 eeuw geeft de Hongaarse koning Lajos de stad en het omliggende gebied cadeau aan de  Roemeense landheer Lajk (of Lackó) die de titel Hertog van Fogaras mag voeren.  In het jaar 1464 neemt de Hongaarse koning Matthias Corvinus het bezit af van Lajk en doet het gebied toe aan János Geréb. In 1505 wordt János Bornemisza de nieuwe landheer. In 1599 verovert de Roemeense koning de stad voor een jaar, daarna is de stad tot 1918 in Hongaarse handen.
Tussen 1876 en 1918 was de stad de hoofdzetel van het Hongaarse comitaat Fogaras, daarna bleef het onder Roemeens bestuur nog tot 1950 als provincie (judet) bestaan. In dat jaar werd het onderdeel van de Regiunea Stalin met als hoofdstad Stalinstad (Brasov). Tijdens de communistische jaren is de burcht een gevangenis. In de stad heeft het Doamna-Stanca-Gymnasium een Duitstalige afdeling. De meeste leerlingen zijn echter geen Saksen maar Roemenen. De vroeger talrijke Saksische bevolking is tussen 1989 en heden gedecimeerd.

## Bevolking
- In 1850 had de stad 3.930 inwoners, waaronder 1.236 Duitsers, 1.129 Roemenen, 944 Hongaren, 391 Roma, 183 Joden en 47 andere etnische groepen.[1]
- In 1910 heeft de stad 6.579 inwoners waaronder 3.357 Hongaren, 2.174 Roemenen en 1.003 Saksen.[1]
- In 1930 heeft de stad 8.848 inwoners waaronder 2.336 Hongaren, 5.299 Roemenen en 1.057 Saksen
- In 1948 is de stad gegroeid naar 9.296 inwoners, 1.279 Hongaren, 7.345 Roemenen en 551 Saksen.[2]
- In 1956 heeft de stad 17.256 inwoners, 1.689 Hongaren, 14.196 Roemenen en 1.218 Saksen.
- In 1977 heeft de stad 33.827 inwoners, 2.592 Hongaren, 28.143 Roemenen en 2.550 Saksen.
- In 2002 heeft de stad 36 121 inwoners waaronder 33 677 Roemenen, 1643 Hongaren, 426 Roma en 332 Saksen.
- In 2011 heeft de stad 30.714 inwoners, 1.056 Hongaren, 25.853 Roemenen en 192 Saksen.

## Bezienswaardigheden
De belangrijkste bezienswaardigheid is de burcht van Făgăraș die dateert uit de 13 eeuw. Verder heeft de stad een aantal oude kerken en een synagoge.

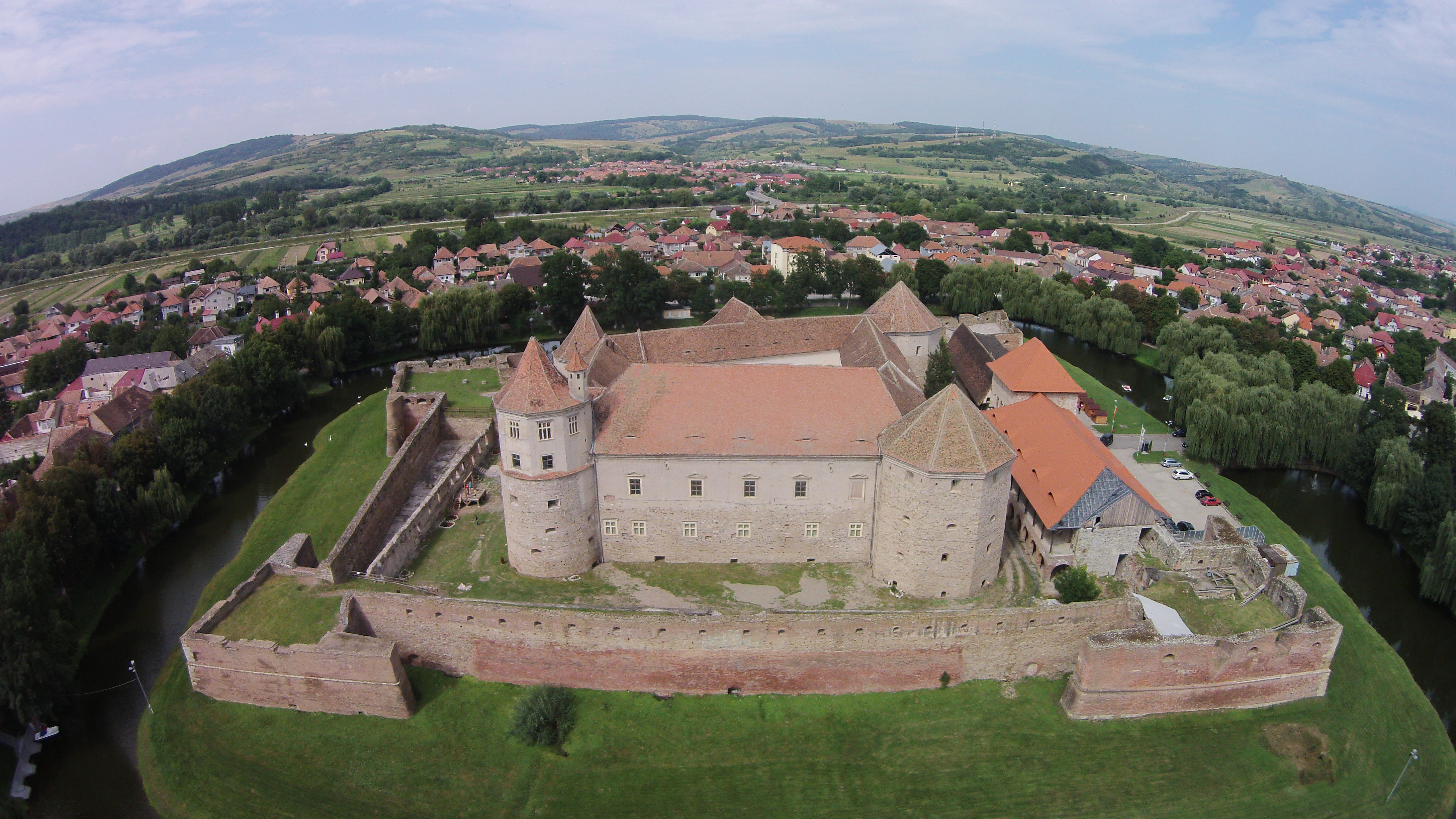
Burcht van Făgăraș
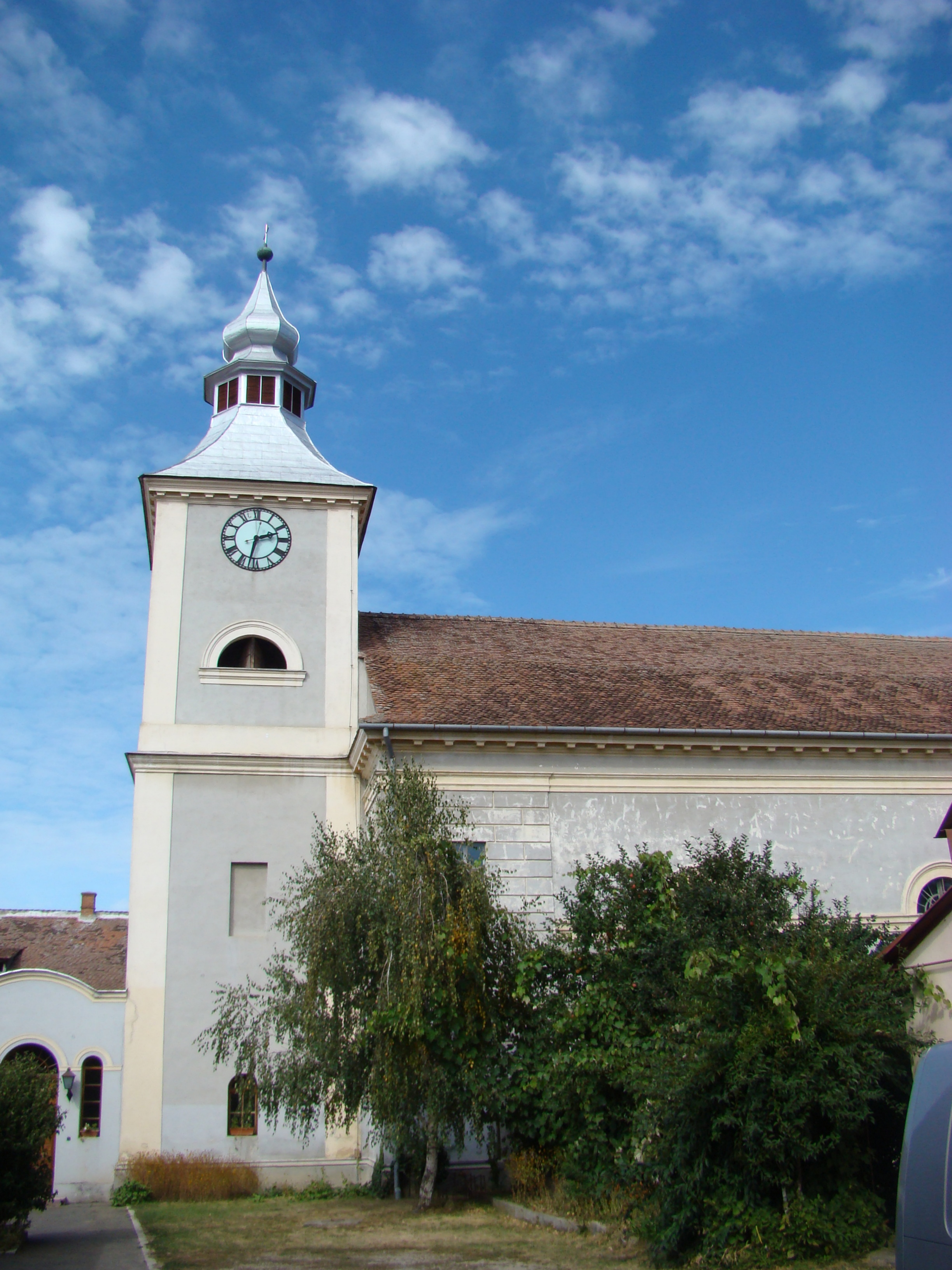
Evangelische kerk
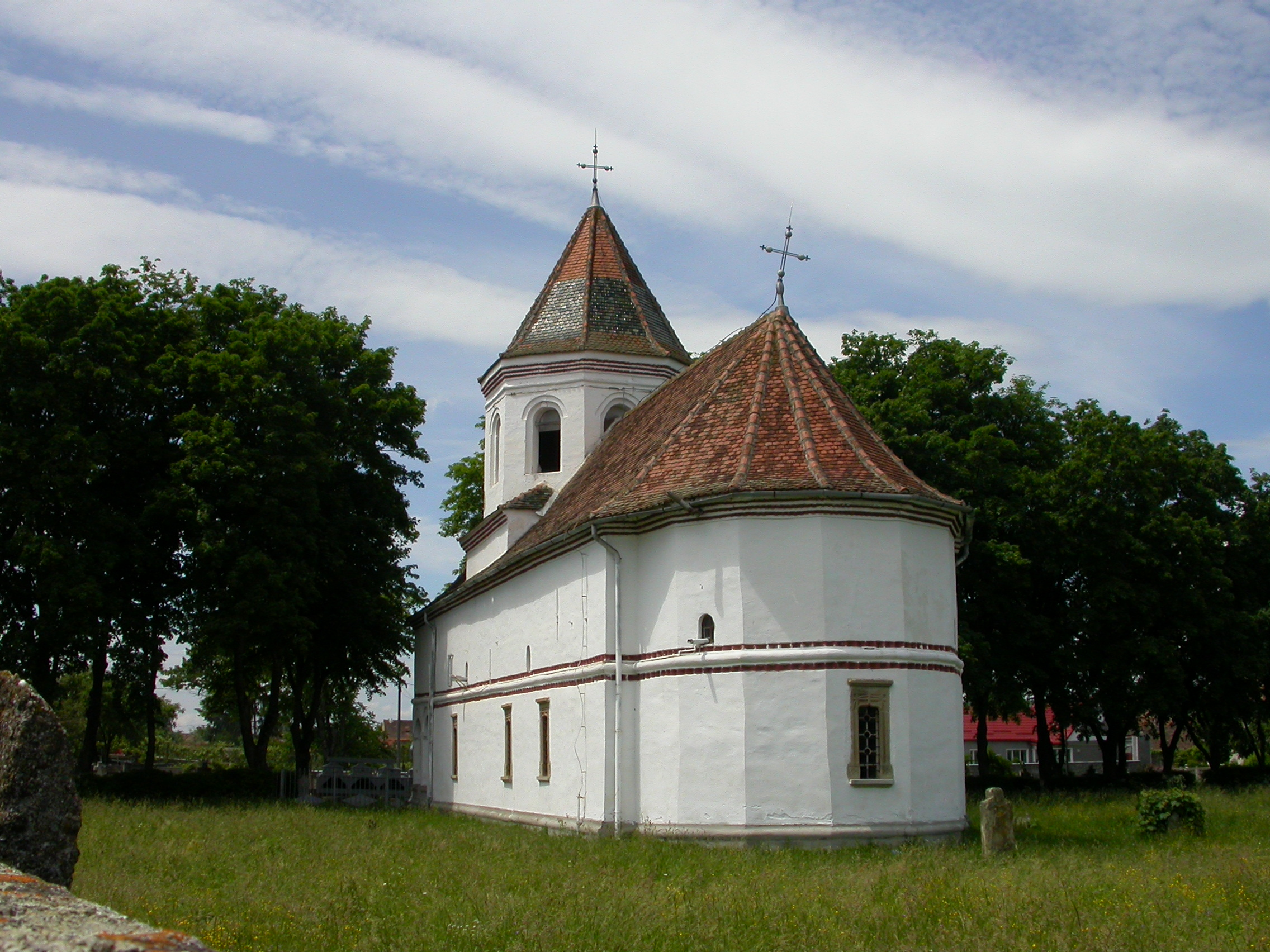
Orthodoxe kerk
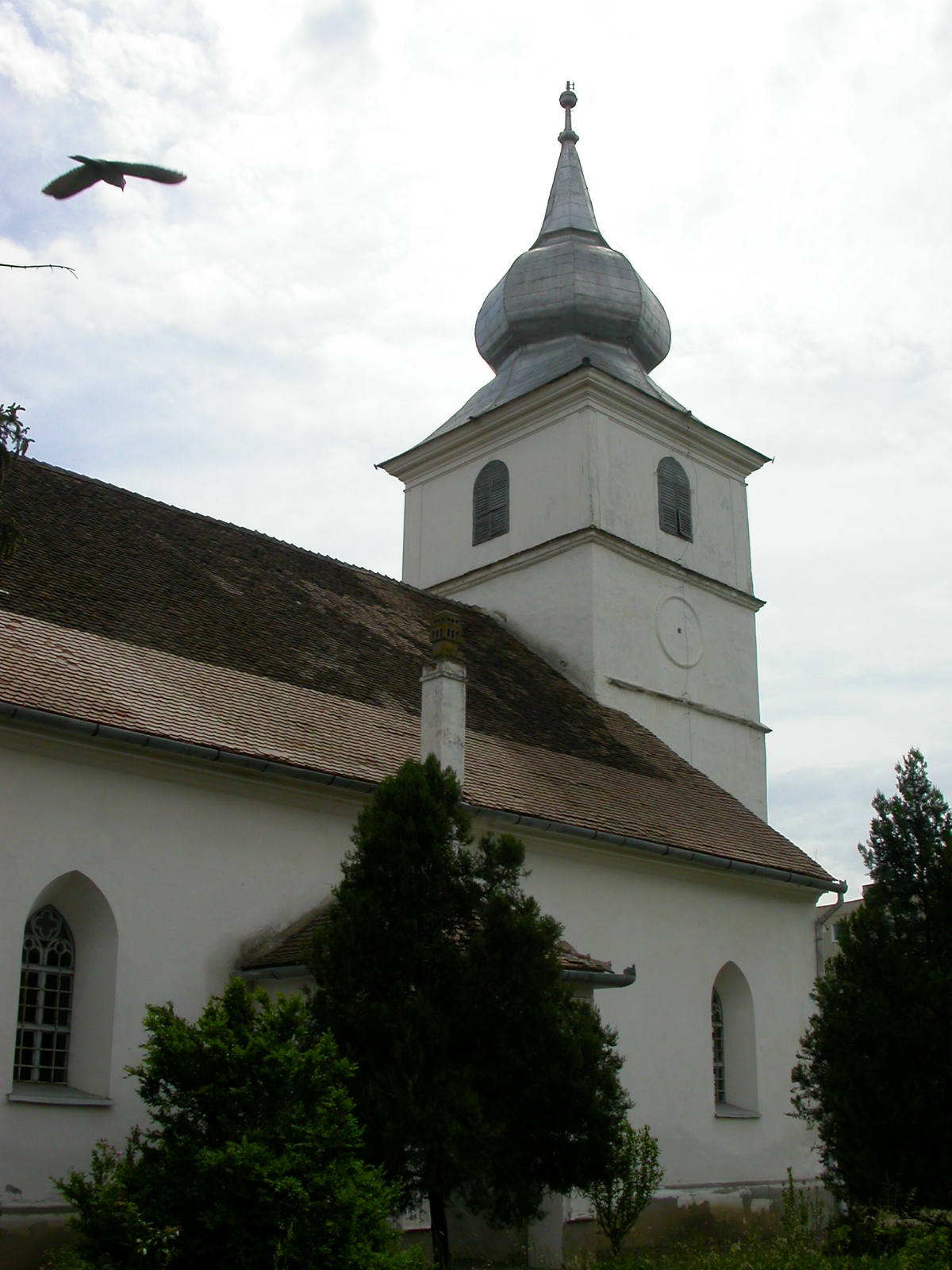
Hongaars Gereformeerde Kerk
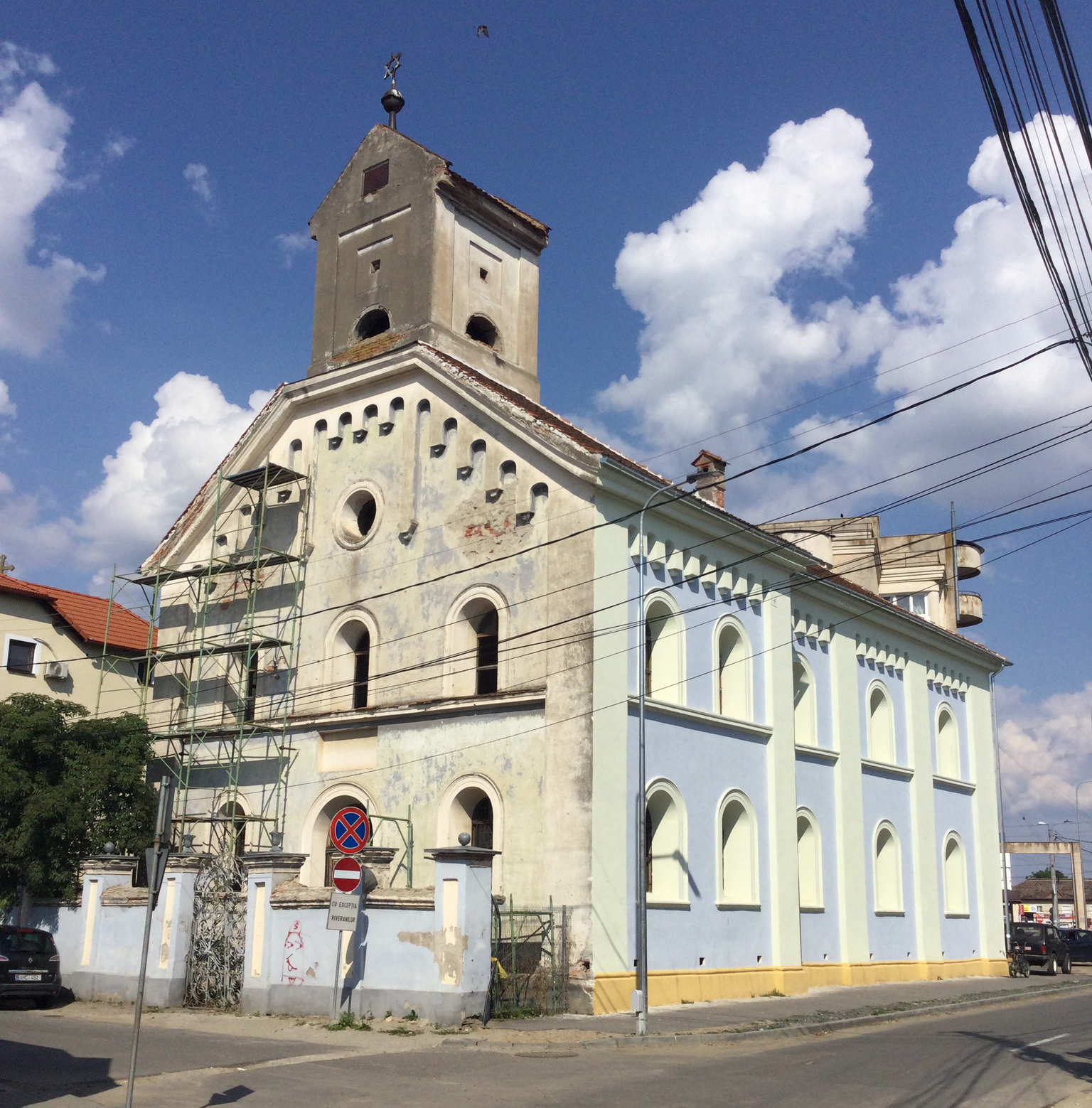
Synagoge

## Geboren
- Marian Barbu (1988), voetbalscheidsrechter